# 麦克阿瑟迷宫
麦克阿瑟迷宫（当地人也简称其“迷宫”），是美国加利福尼亚州奥克兰附近的一座高速公路复合交流道。麦克阿瑟迷宫的西端与舊金山-奧克蘭海灣大橋相连，其他三个方向则与东湾三条高速公路——东岸高速公路（Eastshore Freeway，80号州际公路及580号州际公路共构路段）、麦克阿瑟高速公路（MacArthur Freeway）和尼米兹高速公路（Nimitz Freeway）相连。由于旧金山金门大桥以北的101号美国国道在全美高速公路路网中的地位已经被5号州际公路取代，因此大多数从美国西北、美国东部来往旧金山的长途运输车辆几乎都必须经过80号州际公路或其辅助线先到达东湾，然后经由麦克阿瑟迷宫这一咽喉枢纽驶入海湾大桥，最后到达旧金山。

## 线路
旧金山和奥克兰之间的海湾大桥是旧金山湾区最重要的跨湾大桥之一，也是湾区唯一一条州际公路主线（80号州际公路）进出旧金山的必经之路。麦克阿瑟迷宫就位于海湾大桥的东端，它负责将80号州际公路、580号州际公路、880号州际公路三条高速公路的车流引向海湾大桥，是海湾大桥东侧处理东西南北四个方向车流的重要枢纽。另外，美国第四繁忙的集装箱港口奥克兰港也位于麦克阿瑟迷宫附近，因此这座交流道对于客运、货运车流均至关重要。
麦克阿瑟迷宫东西南北四个方向的道路分别为：
- 西： 80号州际公路（通过舊金山-奧克蘭海灣大橋前往旧金山）
- 北： 80号州际公路及580号州际公路共构路段（前往伯克利、萨克拉门托、圣拉菲尔）
- 东： 580号州际公路（前往 24号加利福尼亚州州道（英语：California State Route 24）、 980号州际公路、奥克兰市区、核桃溪、海沃德、斯托克顿）
- 南： 880号州际公路（前往圣荷西）

使用该交流道的本地驾驶者主要包括东湾往返旧金山市区、在东湾南北方向往返的通勤者。对于长途运输，麦克阿瑟迷宫是通过80号州际公路进出旧金山的必经之路。美国西海岸南北方向最重要的高速公路5号州际公路上有许多来自西雅图、波特兰、洛杉矶的长途运输车辆，由于5号州际公路本身并不经过旧金山，很多车辆通过505号州际公路、205号州际公路、580号州际公路先驶上80号州际公路，然后经过麦克阿瑟迷宫、海湾大桥最终到达旧金山市区。

## 历史
麦克阿瑟迷宫的建筑工程最开始是作为旧的海湾大桥的一部分于1936年开始的。最初它名为“分流结构（Distribution Structure）”，不过它最后以“迷宫（Maze）”的名称和媒体和公众见面。1950年代末，随着新的高速公路（80号州际公路在奥克兰附近的路段）的建成、因为附近的麦克阿瑟大道命名为「麦克阿瑟高速公路」，其南边的交流道“迷宫”也逐渐得到“麦克阿瑟迷宫”之稱。道格拉斯·麦克阿瑟是美国军事史上著名的五星上将之一。交流道最初的形式并不复杂：向西的38街，即后来的麦克阿瑟大道（MacArthur Blvd）和向北的柏树街（Cypress St）交汇并跨过当时南太平洋铁路的铁路线，然后与当时的东岸公路（Eastshore Highway），即40号美国国道合并，最后衔接海湾大桥。1955年，为了准备修建后来的四车道高速公路，交流道得以扩建。

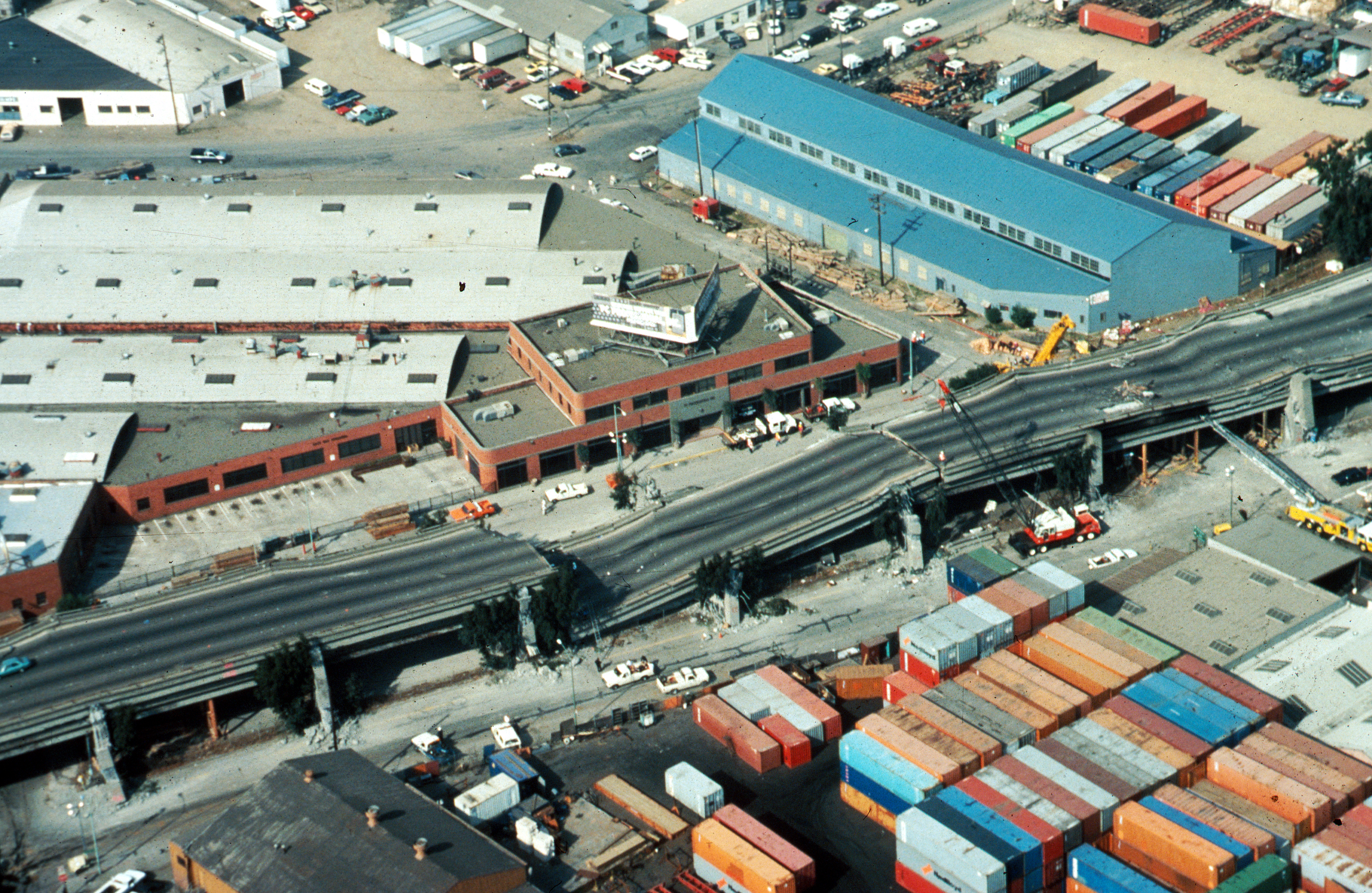
震后受损的路段

1989年的一场规模为6.9的洛马·普雷多地震使得880州际公路在80号州际公路和14街出口之间的桥梁倒塌，造成了42人死亡。当时通过麦克阿瑟迷宫前往880号州际公路的车流都不得不使用其他道路绕行。地震中受损的桥梁在震后进行了爆破拆除，用于替代的高速公路由于当地的环保人士和居民的诉讼直到1997年7月才得以建成。在这一段扩建事情，交流道拥有了新修的高承载车道及配套的匝道。
当地时间2007年4月29日早晨3点42分，一辆载有8600加仑（32,500升）汽油的罐车在从80号州际公路伯克利方向通过交流道驶向南边的880号州际公路时，发生了翻车事故，罐车漏油起火，极高的温度造成了桥梁钢结构的破坏，最终导致东向80号州际公路（来自旧金山）至东向580号州际公路（前往奥克兰）之间的匝道垮塌，并直接砸向下面一层的匝道。罐车司机雖在事故中烧伤手部，仍勉强步行1.5英里外的加油站求援，並由出租车載其前往奥克兰凯撒医疗中心（Oakland Kaiser Medical Center）。幸运的是，当时没有其他车辆和人员卷入事故。这次事故造成旧金山到东湾的通勤者上下班不得不取道其他路径。为了缓解交通拥堵，加利福尼亚州运输部于事故当天划定了推荐的绕行路线，舊金山灣區捷運系統也提高了其轻轨系统的载客量来服务受影响的通勤者。

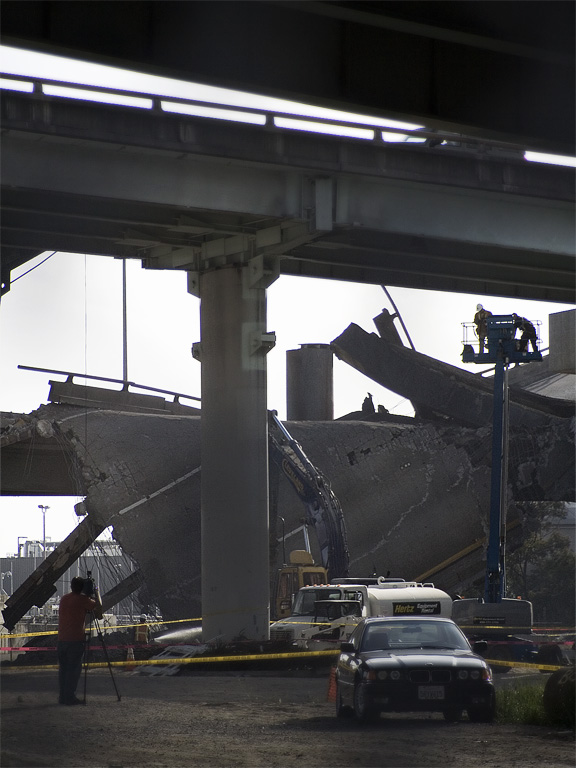
事故后倒塌的桥梁

加州运输部在事故后预估大约需要几周的时间清理事故现场，并需要数月时间来重新修建在事故中损毁的路段，大约需要花费1000万美元。不过由于这一路段是最繁忙的交通枢纽，工程得以加速进行。垮塌桥梁的废墟在事故后的星期二就清理完毕。880号州际公路的匝道于5月7日恢复通车。580号州际公路路段的桥梁的由一家在1994年北岭地震中参与重建圣莫尼卡高速公路的公司承担重建工程。这一段匝道在当年的5月24日，也就是亡兵纪念日假期长周末（通常会出现节假日的大量车流量）的前一个星期四完成，工程提前一个月完工。承包公司为此获得了500万美元的奖励。